# 목요 나이트 드라마
목요 나이트 드라마는 닛폰 TV이 편성했다 연속 TV 드라마이다.

## 방송 작품
- 꿈을 이루어주는 코끼리
- 리셋
- LOVE GAME
- 사루 락
- 방청 매니아 09~재판장! 여기는 징역 4년 나와 절구~
- 연속드라마 소설 키노시타 부장과 나
- 프로 골퍼 하나
- 일본인이 모르는 일본어
- FACE MAKER
- 시담교섭인 토라지로